# 나루세 코코미
나루세 코코미(일본어: 成瀬 心美 なるせ ここみ[*])은 일본의 전 AV 여배우이다. 니가타현 출신.

## 프로필
| 나루세 코코미 | 나루세 코코미         |
| ------------- | --------------------- |
| 출생          | 1989년 8월 10일       |
| 신체          | 147cm 89(E)-60-82 A형 |
| 취미          | 노래방                |
| 특기          | 요리, 그림            |
| 활동기간      | 2008.12.19 ~ 2013.4.1 |